# Петілія-Полікастро
Петілія-Полікастро (італ. Petilia Policastro, сиц. Pulicastru) — муніципалітет в Італії, у регіоні Калабрія, провінція Кротоне.
Петілія-Полікастро розташована на відстані близько 480 км на південний схід від Рима, 29 км на північний схід від Катандзаро, 29 км на захід від Кротоне.
Населення — 9230 осіб (2014).
Щорічний фестиваль відбувається 20 січня. Покровитель — San Sebastiano.

## Демографія
Населення за роками:

Станом на 1 січня 2023 року в муніципалітеті офіційно проживали 233 іноземці з 29 країн, серед них 103 громадяни країн Євросоюзу та 6 громадян України.

## Сусідні муніципалітети
- Котронеї
- Мезорака
- Роккабернарда